# Miopatia
Una miopatia és un trastorn o malaltia que afecta el teixit muscular. Formen un conjunt de malalties que es deuen a múltiples causes, cursen de diferent manera i es tracten de manera diferent.

## Fisiopatologia de les miopaties
Les malalties musculars es produeixen, sense tenir en compte les alteracions de les aferències nervioses que procedeixen del sistema nerviós central per:
- Trastorn de la transmissió de l'impuls nerviós: es deu tant a un trastorn presinàptic de l'alliberament d'acetilcolina emmagatzemada a les vesícules (com en el botulisme o la síndrome de Eaton-Lambert), com un trastorn postsinàptic per fracàs de la funció dels receptors d'acetilcolina (com en la miastènia gravis).
- Trastorns de l'excitabilitat de la membrana muscular: pot ser per miotonia (com en la miotonia congènita de Thomsen), per tetània, paràlisi periòdiques, hiperpotassèmia o hipopotassèmia.
- Trastorns de les proteïnes contràctils: es deuen a múltiples causes com el sedentarisme, la desnutrició per manca d'aminoàcids, miopaties inflamatòries com la polimiositis i la dermatomiositis i trastorns hereditaris com la distròfia muscular progressiva.
- Trastorns de l'alliberament d'energia: es deuen a miopaties metabòliques com la glucogenosi o miopaties mitocondrials.

## Tipus de miopaties

### Inflamatòries
- Polimiositis.
- Dermatomiositis.
- Miositis per cossos d'inclusió.

### Distròfies musculars
- Distròfia muscular de Duchenne.
- Distròfia muscular de Becker.
- Distròfia muscular facioescapulohumeral.
- Distròfia muscular d'Emery-Dreifuss.
- Distròfia muscular de les cintures.
- Distròfies musculars congènites amb alteracions del sistema nerviós central.
  - Distròfia muscular congènita de Fukuyama.
  - Síndrome de Walker-Warburg.
  - Malaltia múscul-ull-cervell.
  - Distròfia muscular congènita amb dèficit de merosina.
  - Distròfia muscular congènita amb merosina normal.
- Distròfia muscular oculofaríngea.
- Adhalinopatía primària.

### Miopaties distals
- Miopatia distal tardana:
  - Miopatia distal tardana tipus 1 de Welander.
  - Miopatia distal tardana tipus 2 de Markesbury.
- Miopatia distal de l'adult jove
  - Miopatia distal de l'adult jove tipus 1
  - Miopatia distal de l'adult jove tipus 2 de Miyoshi
- Distròfia muscular tibial

### Miopaties miotòniques
- Distròfia miotònica de Steinert
- Miopatia miotònica proximal
- Miotonia congènita
  - Miotonia congènita de Thomsen
  - Miotonia congènita de Becker
- Miotonia fluctuans
- Paramiotonía congènita
- Miotonia condrodistrófica de Schwatz-Jampel

### Miopaties congènites
- Miopatia amb core central
- Miopatia nemalínica
- Miopatia centronuclear
  - Miopatia centronuclear, forma neonatal
  - Miopatia centronuclear, forma infantil
  - Miopatia centronuclear, forma de l'adult
- Miopatia Multicore
- Miopatia minicore
- Miopatia amb cossos en empremta digital
- Miopatia amb cossos hialins
- Miopatia amb cossos zebra

### Miopaties mitocondrials
- Epilèpsia mioclònica amb fibres vermelles esquinçades (MERFF)
- Miopatia mitocondrial amb encefalopatia, lactacidosi, ictus like (MELAS)
- Síndrome de Kearns-Sayre
- Dèficit de complex 2 (citocrom-succinat-c-reductasa)
- Dèficit de complex 3 (Q-citocrom-c-reductasa)
- Dèficit de complex 4 (citocrom-c-oxidasa)
- Dèficit de complex 5 (ATP-sintetasa-mitocondrial)
- Dèficit d'oxidació fosforilació de Luft
- Dèficit de carnitina
- Dèficit de carnitina-palmitil transferasa

### Miopaties metabòliques
- Glucogenosi
  - Glucogenosi tipus 2 = Malaltia de Pompe
  - Glucogenosi tipus 3 = Malaltia de Cori
  - Glucogenosi tipus 4 = Malaltia d'Andersen
  - Glucogenosi tipus 5 = Malaltia de McArdle
  - Glucogenosi tipus 7 = Malaltia de Tarui
  - Glucogenosi tipus 9 = Dèficit de fosfoglicerat-cinasa
  - Glucogenosi tipus 10 = Dèficit de fosfoglicerat-mutasa
  - Glucogenosi tipus 11 = Dèficit de lactat deshidrogenasa
- Dèficit de miadenilato deaminasa

### Paràlisi periòdiques primàries
- Paràlisis periòdiques
  - Paràlisi periòdica hipokalièmica
  - Paràlisi periòdica hiperkalièmica
- Síndrome del geperut = Miopatia dels extensors del coll
- Hipertèrmia maligna
- Síndrome neurolèptica maligna
- Malaltia del múscul ondulant